# 965

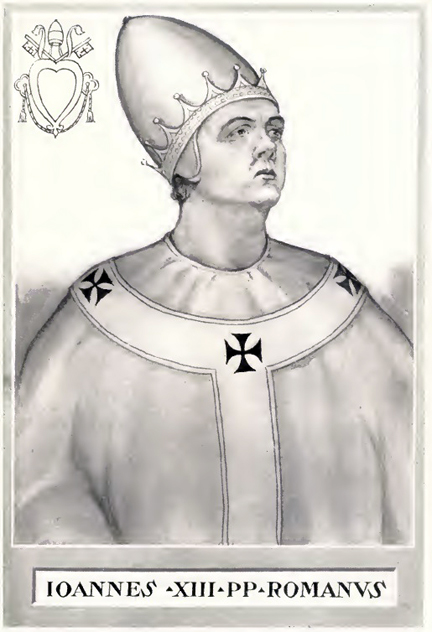
Paus Johannes XIII (ca. 930 - 972)

Het jaar 965 is het 65e jaar in de 10e eeuw volgens de christelijke jaartelling.

## Gebeurtenissen

### Byzantijnse Rijk
- Byzantijns-Arabische oorlog: Keizer Nikephoros II (Phokas) verovert de vestingsteden in Cilicië. De Arabische troepen geven de verdediging op en trekken zich terug naar Syrië. Nikephoros voltooit de verovering in zuid-Anatolië (huidige Turkije). De vele plundertochten in Cilicië houden op en de Arabieren worden definitief verdreven. Het Byzantijnse leger bezet Cyprus en bevrijdt de Griekse bevolking van de Arabische overheersing.[1]
- Zomer - Nikephoros II (Phokas) probeert Sicilië te heroveren op de Fatimiden. De Byzantijnse vloot steekt de Straat van Messina over, maar wordt vernietigd door de Fatimiden. De Byzantijnse vestingstad Rometta geeft zich over. De bevolking wordt afgeslacht en overlevenden worden als slaaf verkocht. Hiermee voltooien de Fatimiden hun verovering van Sicilië en vestigen hun superioriteit over het westelijke Middellandse Zeegebied.[2]

### Europa
- Voorjaar - Koning Lotharius II maakt gebruik van de opvolgingscrisis in Vlaanderen en verovert vele steden. Uiteindelijk wordt hij verdreven door aanhangers van Arnulf II, een zoon van Boudewijn III. Lothair probeert zijn invloed te vergroten in Lotharingen, ooit in handen van de Karolingische dynastie. Keizer Otto I ("de Grote") moedigt verzet aan tegen de expansiedrift van Lotharius die tracht Austrasië (of oostelijk land) te herstellen.[3]
- Boleslav I ("de Verschrikkelijke"), hertog van Bohemen, breidt zijn grondgebied uit naar de Poolse gebieden van Opper-Silezië en Klein-Polen. Hij bezet de stad Krakau en krijgt hierdoor de belangrijke handelsroutes van Praag naar Kiev en Lviv in handen. Onder zijn bewind worden de eerste Boheemse denaries geslagen. Prins Mieszko I, heerser van Groot-Polen, sluit een alliantie met Boleslav en trouwt met zijn dochter Dubravka.[4]
- De Khazaarse vestingstad Sarkel, gelegen aan de rivier de Don, wordt veroverd door Kievse troepen onder leiding van grootvorst Svjatoslav I. De stad wordt omgedoopt tot Belaya Vezha ("Witte Vesting").[5]
- De Saksische Oostmark (of Oostmark) wordt na het overlijden van Gero van Stade verdeeld in kleinere marken: de Noordmark (huidige Brandenburg), Meißen (huidige Saksen) en Lausitz (of Lusatia).[6]
- 23 februari - Otto, hertog van Bourgondië, overlijdt ongehuwd en kinderloos. Hij wordt opgevolgd door zijn jongere broer Hendrik I ("de Grote").
- 27 maart - Arnulf I overlijdt en wordt opgevolgd door zijn vierjarige kleinzoon Arnulf II ("de Jongere"). Hij komt onder de voogdij van Lotharius II.
- Harald I ("Blauwtand"), koning van Denemarken, laat zich dopen. Hiermee wordt hij de eerste rooms-christelijke heerser van Scandinavië.

### Religie
- 1 maart - Paus Leo VIII overlijdt na een regeerperiode van slechts 13 maanden. Hij wordt opgevolgd door Johannes XIII als de 133e paus van de Katholieke Kerk.
- 5 maart - Diederik I wordt ingewijd als bisschop van Metz, nadat de bisschopszetel bijna drie jaar vacant is geweest.
- Eerste schriftelijke vermeldingen van Alt-Hoeselt en Hees in Vlaanderen (huidige België).

## Geboren
- Diederik I, hertog van Opper-Lotharingen (waarschijnlijke datum)
- Dudo van Saint-Quentin, Frankisch historicus (waarschijnlijke datum)
- Frederik van Luxemburg, graaf van de Moezelgouw (overleden 1019)
- Gerberga van Bourgondië, Frankisch edelvrouw (waarschijnlijke datum)
- Godfried I ("de Kinderloze"), hertog van Neder-Lotharingen (overleden 1023)
- Ibn al-Haytham (of Alhazen), Arabisch wiskundige (waarschijnlijke datum)
- Sei Shonagon, Japans hofdame en schrijfster (waarschijnlijke datum)

## Overleden
- 23 februari - Otto (19), hertog van Bourgondië (r. 956 - 965)
- 1 maart - Leo VIII, paus van de Katholieke Kerk (r. 964 - 965)
- 27 maart - Arnulf I ("de Grote"), graaf van Vlaanderen (r. 918 - 965)
- 19 mei - Hedwig van Saksen, Duits edelvrouw (waarschijnlijke datum)
- 20 mei - Gero van Stade, markgraaf van de Oostmark (r. 937 - 965)
- 4 juli - Benedictus V, paus van de Katholieke Kerk (r. 964)
- 11 oktober - Bruno de Grote, aartsbisschop van Keulen (r. 953 - 965)